# Lars Zetterquist
Lars Zetterquist (Tösse in Dalsland, 25 maart 1860 – omgeving Arvika, 17 maart 1946) was een Zweeds violist en af en toe ook altviolist.
Lars Johan Zetterquist werd geboren in het gezin van Johan Larsson en Maria Söderström. Hij huwde in 1885 Amy Carlsson. Lars Zetterquist was vader van de violist Lars Fredrik Zetterquist (1888-1978), cellist Lasr Zettequist (1892-1987) en kunstschilder Jérome Zetterquist (1898-1968) die zijn vader op het doek vastlegde. Ook was hij vader van Knut Zetterquist, vader van de kunstenaars Olle Zetterquist en Jörgen Zetterquist (1928-2013).  
Zetterquist studeerde van 1875 tot 1878 bij Fridolf Book aan het Kungliga Musikhögskolan in Stockholm. Daarna volgde van 1878 tot en met 1880 een studie bij Hubert Léonard en Camillo Sivori in Parijs. In 1882 trad hij toe tot het Kungliga Hovkapellet als violist en werd daar in 1886 concertmeester. Hij zou tot 1914 in dat orkest spelen. Vanaf 1885 was bij betrokken bij een aantal militaire orkesten. Hij gaf vanaf 1892 les aan Kungliga Musikaliska Akademien en leverde onder andere Hugo Alfvén als leerling af.
Hij trok zich in 1925 terug uit het muziekleven van Stockholm en vestigde zich in het dorp Låangvak, waar hij verderging als boer, maar toch vioolles bleef geven aan de Musikhögskolan Ingesund in Ingesund.
- International Standard Name Identifier: 0000 0000 5380 7714
- KulturNav: 6394fece-47dc-4317-af46-2a750c9682c9
- MusicBrainz: ba92ec34-3955-4197-8f2d-8c3c7030f4cb
- LIBRIS: 279500
- Virtual International Authority File: 34438746